# Nytaiwanske dollar
Den nytaiwanske dollar (ISO-kode: TWD; symbol: NT$, også forkortet som NT) er den officielle valuta i Republikken Kina (dvs. Taiwan). Den nytaiwanske dollar har været officiel valuta på øen Taiwan siden 1949, da den erstattede den gamle taiwanske dollar, med en omregningskurs på 40.000 gamle dollar pr. ny dollar. Den grundlæggende enhed i den nytaiwanske dollar kaldes en yuan (圓) og er opdelt i ti chau (角) og i 100 fen (分) eller cent, selvom hverken chau eller fen bruges i praksis.
Taiwans centralbank har siden 2000 udstedt den nytaiwanske dollar. Før 2000 udgav forretningsbanken Bank of Taiwan først sedler som de facto centralbank mellem 1949 og 1961, og efter 1961 som centralbankens delegeret. Centralbanken begyndte at udstede nytaiwanske dollarsedler i juli 2000, og de sedler, der blev udgivet af Bank of Taiwan, blev taget ud af omløb.
I engelsk sprogbrug forkortes den nye taiwanske dollar ofte som NT, NT$ eller NT dollar, mens forkortelsen TWD typisk bruges i forbindelse med valutakurser. Underinddelinger af den nytaiwanske dollar anvendes sjældent, da næsten alle handler foretages i hele dollar.

## Historie
De forskellige valutaer, der kaldes yuan eller dollar udstedt i Kina, samt den japanske yen var alle afledt af Spansk Amerikas sølvdollar, som Kina importerede i store mængder fra Spansk Amerika via Filippinerne fra det 16. til 20. århundrede. Indtil 1895 blev spanske dollar og kinesiske sølv-yuan brugt som valuta på Taiwan. I 1895 overtog Japan herredømmet over Taiwan og begyndte at udstede den taiwanske yen (med samme værdi som den japanske yen) fra dette år. I 1946 indførte den nationalistiske kinesiske regering, der havde overtaget Taiwan efter Japans nederlag i 2. verdenskrig, (gamle) taiwanske dollar med samme værdi som den taiwanske yen.
Bank of Taiwan udgav den første nytaiwanske dollar den 15. juni 1949 for at erstatte den gamle taiwanske dollar i et forhold af 40.000 til en. Det vigtigste mål med den nytaiwanske dollar var at afslutte den hyperinflation, der havde plaget det nationalistiske Kina på grund af den kinesiske borgerkrig.
Selvom den nye taiwanske dollar var de facto-valutaen i Taiwan fra 1949, definerer statutter efter dette år stadig sølvyuan eller sølvdollar som den juridiske valuta, der er værd NT$3. Mange ældre statutter har bøder og gebyrer i sølv-yuan. Værdien på NT$3 er ikke blevet opdateret på trods af årtier med inflation, hvilket for længe siden har gjort sølv-yuanen til en rent fiktiv valuta, som ikke kan omveksles til faktisk sølv.
Siden 1979 har Taiwan opretholdt en flydende valutakurs. Den nytaiwanske dollars kurs overfor den amerikanske dollar har varieret fra mindre end 10 til en i midten af 1950'erne, mere end 40 til en i 1960'erne og omkring 25 til en i 1992. Valutakursen fra juli 2021 er NT $ 27,93 pr. US $.